# Campeón de Campeones 1956-57
El Campeón de Campeones 1956-57 fue la XVI edición del Campeón de Campeones que enfrentó al campeón de la Liga 1956-57: Guadalajara y al campeón de la Copa México 1956-57. El trofeo se jugó a partido único realizado en el Estadio Olímpico de la Ciudad de los Deportes de la Ciudad de México. Al final de este, el Club Deportivo Guadalajara consiguió adjudicarse por primera vez en su historia este trofeo.

## Información de los equipos
| Guadalajara |  |  |  | Campeón de la Primera División de México (1956-57) |
| Zacatepec   |  |  |  | Campeón de la Copa México (1956-57)                |

## Previo
Teniendo como objetivo vencer al equipo rival, las escuadras del Club Zacatepec y el Club Deportivo Guadalajara partieron rumbo a la capital de la República Mexicana para disputar el domingo 5 de mayo de 1957 el partido de Campeón de Campeones. El cuadro del Guadalajara saldría de la capital jalisciense el 3 de mayo, mientras que el Zacatepec se le uniría más adelante.
Zacatepec llegaba como un equipo sorpresivo que había logrado ganar la Copa México 1956-57, mientras que el Guadalajara lucía plantel completo, el mismo que había conseguido el título como campeón de la Primera División de México 1956-57, que recién había concluido.
El cuadro rojiblanco recién había sufrido la renuncia de su técnico uruguayo Donaldo Ross, por diferencias con la directiva encabezada por Evaristo Cárdenas, por lo cual se puso como técnico interino al Ing. Javier de la Torre, personaje que se volvería histórico en un futuro para el club guadalajarista. Por su parte el Zacatepec venía de haber vencido sorpresivamente al León en la copa por marcador de 2-1, por lo que el Guadalajara se preparó para no pasar por lo mismo.
Fueron en total quince elementos por escuadra los que viajaron. Por parte del Zacatepec viajaron Festa, Vela, "Chato" Ortíz, Roca, Héctor Ortíz, Cárdenas, "Paisano" Martínez, "Coruco" Díaz, Cabañas, Jasso y Candía, entre otros; mientras que por parte del Guadalajara viajaron Jaime Gómez y Vicente González para la portería, para la defensa Pedro Nuño, Guillermo Sepúlveda y Lima, un joven sensación que pasaba por un gran momento que viajó debido a que José Villegas aún no había sido dado de alta por el Dr. Matute. Para el mediocampo iban Juan Jasso, Panchito Flores y José Cázares, para la ofensiva Isidoro Díaz, Salvador Reyes, Crescencio Gutiérrez, Sabás Ponce, Raúl Arellano, Tomás Balcázar y José Luis de la Torre. Completaron el grupo Javier de la Torre, Luis Satillán López y el Profesor Manuel Uriarte Tovar como cuerpo técnico, y como directivos encargados Evaristo Cárdenas y el Ing. Ignacio Magaña.
Ese mismo día se dieron cita para viajar, diversos socios y simpatizantes del Guadalajara, así como la porra popular que ya tenía apartados varios pasajes, en la dirección del jefe de la misma porra el señor José Luis Torres.

## Partido
Llegó el día del encuentro y el estadio Olímpico capitalino lucía repleto con más de cincuenta mil espectadores, dicha taquilla produjo una respetable cantidad de dinero, que fue repartida por partes iguales entre el Guadalajara y Zacatepec, según la reglamentación de esta clase de competencias.
El marcador final fue dos goles a uno, a favor del Guadalajara, que consiguieron un gol en cada tiempo, mientras que los cañeros del Zacatepec consiguieron anotar solamente un tanto. El juego fue muy reñido caracterizándose por su rapidez y dureza, pero también con ráfagas de muy buen fútbol.
El Zacatepec dominó el iniciarse el primer tiempo y en ratos del segundo, pero su delantera careció de la profundidad necesaria para convertir en goles sus buenos avances. Los cañeros lograron su único tanto casi al terminar el encuentro, tras presionar desesperadamente los últimos diez minutos en el terreno del Guadalajara, lo cual motivo para que se lucieran destacadamente los defensas Villegas y Nuño que salvaron a su equipo de dos goles que ya se daban por hechos.
El primer tiempo había terminado uno a cero a favor del Guadalajara, que en general se vio más dominador y peligroso; supo descifrar la cerrada defensa del Zacatepec, abriendo el juego por los extremos para dejar el terreno a los delanteros Gutiérrez, Ponce y Reyes. 
Por su parte, los medios del Zacatepec jugaron muy bien, pero se vieron obligados a ir en apoyo de su defensiva, lo cual dejó el terreno en poder de los tapatios. No obstante, el Zacatepec jamás se entregó y estuvo a punto de empatar, de no ser por las intervenciones de Nuño y Villegas.
El primer gol fue de Gutiérrez a los diecinueve minutos del primer tiempo, desviando con la cabeza un tiro libre de Nuño por falta de Roca sobre Díaz. La bola entró bombeada y el portero Festa se quedó inmóvil. A los vientiocho del segundo tiempo Reyes fusiló a Festa para el segundo gol, y a los cuarenta y cuatro el zacatepense Cabañas anotó el del honor, rematando un tiro de Candía. El arbitraje fue por parte de Fernando Bruego quien tuvo una participación discreta.

### Alineaciones
- Guadalajara: Gómez, Nuño, Sepúlveda, Villegas, Jasso, Flores, Díaz, Reyes, Gutiérrez, Ponce y Arellano.

- Zacatepec: Festa, Vela, Ortíz, Roca, Héctor Ortiz, Cárdenas, Martínez, Díaz, Cabañas, Jasso y Candía.

### Guadalajara-Zacatepec
| 5 de mayo de 1957                               | Guadalajara               | 2:1 (1:0) | Zacatepec   | Estadio Olímpico de la Ciudad de los Deportes, Ciudad de México |                                                             |
|                                                 | Gutiérrez 19' · Reyes 73' |           | Cabañas 89' | Asistencia: 50 000 espectadores Árbitro(s): Fernando Buergo     | Asistencia: 50 000 espectadores Árbitro(s): Fernando Buergo |
| Guadalajara Campeón de Campeones 1956-57 (2:1). |                           |           |             |                                                                 |                                                             |

| Campeón de Campeones 1956-57 |
| ---------------------------- |
|                              |
| Guadalajara                  |
| 1° Título                    |